# Walter Böckmann
Walter Böckmann (* 6. Mai 1923 in Halle (Saale); † 22. Oktober 2014 in Bremen) war ein deutscher Autor, Soziologe, Psychologe, Führungstheoretiker und Logotherapeut. Er hat als Erster die Logotherapie und Existenzanalyse von Viktor E. Frankl auf die Wirtschaft und Arbeitswelt übertragen und gilt als Vordenker der Sinnorientierten Führung.

## Leben und Wirken
Walter Böckmann wurde am 6. Mai 1923 in Halle in eine bürgerliche Familie geboren und wuchs in Wernigerode auf. 1945 begann er in München Psychologie zu studieren und absolvierte eine Ausbildung als Verlagsbuchhändler. Er war als Vertriebs- und Werbeleiter tätig, u. a. bei Vandenhoeck & Ruprecht und Luchterhand Fachverlag, später als Verlagsleiter und Prokurist bei Bertelsmann/Ariola. Ab 1947 studierte er auch Journalistik in Münster und Psychologie und Soziologie an der Universität Bielefeld (Abschluss zum Diplomsoziologen) und promovierte über ein psychologisches Thema im Fachbereich Pädagogik.
Ab 1961 war er freiberuflich als Unternehmensberater (Marketing, Werbung, Mitarbeiterschulung) tätig. Er hielt Motivations- und Führungsseminare für Mitarbeiter und Führungskräfte, u. a. in der Pharmaindustrie (Bayer, Behring, Boehringer u. a.). Später bot er auch entsprechende Ausbildungslehrgänge in seinem Westdeutschen Institut für Logotherapie und Psychologie der Arbeitswelt in Bielefeld an.
Es folgten betriebssoziologische Studienreisen mit filmischer Begleitung: er fuhr in die Sowjetunion, die USA, nach Kanada, Japan, Thailand, Indien, Taiwan, Hongkong, Kenia, Somalia und ins europäische Ausland. Er war Lehrbeauftragter an einer Ingenieurfachhochschule (Menschenführung im Betrieb/Der Ingenieur als Führungskraft).
In den Jahren 1967 bis 1975 entstanden unter der maßgeblichen Mitwirkung von Walter Böckmann verschiedene Industrie- und Dokumentarfilme, darunter der „UFA Werbefilm: Vorwerk“; „Der eigene Weg – Kunst in Stahl. Deutscher Stahlbauverband (1967)“; „Littera Film: Vermögen für alle – Die unternehmerische Herausforderung/Chancen und Probleme einer Demokratisierung in Wirtschaft und Betrieb (1972)“; „Der sowjetische Arbeiter in der sozialistischen Planwirtschaft und die Entscheidungsprozesse im Betrieb (1973)“ und „Arbeiterselbstverwaltung in der sozialistischen Marktwirtschaft Jugoslawiens (1973)“; „Ausbildung und Chance: Betriebliche Aus- und Fortbildung in den Friedrich Krupp Hüttenwerken (1975; Tonbildschau)“, außerdem diverse Kurzspielfilme für das Norddeutsche Werbefernsehen, Hamburg.
In seiner schriftstellerischen Arbeit beschäftigte sich Böckmann in den 1970er und 1980er Jahren auch mit Themen der Evolutionspsychologie und der deutschen Mythen- und Frühgeschichte und schrieb dazu mehrere Bücher.
Im März 1969 begegnete er Viktor E. Frankl in Rüschlikon bei Zürich. Im Rahmen des Gottlieb Duttweiler Instituts fand dort ein einwöchiges internationales Symposium zum Thema „Hemmende Strukturen in der Wirtschaft“ statt. Dabei waren als Referenten (neben Edward de Bono, Vance Packard u. a.) auch Viktor Frankl und Walter Böckmann, der dort und damals das erste Mal den Namen Frankl und den Begriff Logotherapie hörte. Es fand ein intensives Gespräch von dreieinhalb Stunden zwischen Viktor Frankl und Walter Böckmann statt, das seinem weiteren Lebenslauf nach seinen eigenen Worten, eine „geistige Wende“ gab. Der damals 46-Jährige fühlte sich durch das Sinnkonzept von Frankl wie elektrisiert.
Er habe endlich das gefunden, was ihm die ganze Zeit gefehlt habe: die Bedeutung der Sinnkategorie und der Werte für die Wirtschaft und Arbeitswelt, sagte Böckmann später. Böckmann war beeindruckt von der Persönlichkeit und der Sinnlehre des Wiener Arztphilosophen Frankl, mit dem er sich sehr bald anfreundete und mit ihm bis zu Frankls Tod geistig wie freundschaftlich verbunden blieb Mitte Juli 1997 trafen sich Böckmann und Frankl das letzte Mal und sprachen über den „Sinn des Lebens“. Sechs Wochen später verstarb Frankl.
1976 erwarb Böckmann das Zertifikat an der Universität Wien: Postgratuated Courses of Logotherapie 1974–1976. Frankl selbst bestätigte ihm – wie er dies auch Elisabeth Lukas, Uwe Böschemeyer und Wolfram Kurz bestätigt hatte – dass er berechtigt ist, die Logotherapie in Lehre und Forschung sowie Beratung anzuwenden.
1977 fand eine ÖMV-Tagung am Semmering statt, die Böckmann gemeinsam mit Viktor Frankl gestaltete. Die erste öffentliche Darstellung der „Logotherapie in der Arbeitswelt“ erfolgte auf dieser Fachtagung. Böckmann fand sein eigentliches Thema, und unter dem Einfluss von Frankl wurde ihm immer klarer: Wer Leistung fordert, muss Sinn bieten.
Böckmann war Gründungsmitglied der 1982 gegründeten „Deutschen Gesellschaft für Logotherapie“, die inzwischen „Deutsche Gesellschaft für Logotherapie und Existenzanalyse e. V.“ (DGLE) heißt und spielte dort von 1982 bis 1991 im führenden Gremium eine wichtige Rolle.
1983 gründete Böckmann in Bielefeld das Westdeutsche Institut für Logotherapie und Psychologie der Arbeitswelt und unterhielt dort auch eine Praxis für psychologische Beratung. Im Rahmen seiner Institutsarbeit hat er sich in systematischer Weise dem Thema „sinntheoretische Probleme der Arbeitswelt“ sowie der Konzeption der Sinn-orientierten Führungslehre gewidmet und als von Frankl persönlich geprüfter und anerkannter Dozent für Logotherapie auch (ca. 150) Schüler ausgebildet.
Walter Böckmann selbst hat 1986 das Profil seines Institutes folgendermaßen charakterisiert:
„Das Institut wurde aus der fachpsychologischen Unternehmensberatung des Inhabers heraus entwickelt und arbeitet unter der Bezeichnung Institut für Logotherapie und Psychologie der Arbeitswelt seit dem Jahre 1983. Schwerpunkte der Unternehmensberatung bilden ›Sinn-orientierte Mitarbeitermotivation und Unternehmensführung‹, während im Mittelpunkt der Einzelberatung Partnerschafts-, Berufs- und die Vielfalt der Neurosenprobleme stehen.
Das Institut bietet eine Reihe von Seminaren an: geschlossene Veranstaltungen auf der Unternehmensseite für die jeweiligen Auftraggeber und offene Seminare mit einer allgemeinen ›Einführung in die Logotherapie‹ bis zur Anwendung der Logotherapie in bestimmten Berufsbereichen (industrielle Personalarbeit, Schule, Sozialarbeit etc.). (…) Eine Balintgruppe aus Werksärzten, Werkpsychologen und Personalleitern gehört ebenso zu dem Aufgabenbereich des Instituts wie ein ›Arbeitskreis Logotherapie‹, in dem sich Ärzte, Seelsorger und die Angehörigen verschiedener Beratungsbereiche zusammengeschlossen haben“.
Anfang der 1990er Jahre hat Walter Böckmann sein Institut in Bielefeld aufgelöst und ließ sich selbst pensionieren. Eine Vielzahl seiner Buchverlagsrechte (Littera-Publikationen) hat er zur weiteren Betreuung Andreas Mascha anvertraut, der 2008 auch ein Institut für Sinnorientierte Führung (ISF)  gegründet hat, in dem vor allem die von Böckmann begründete Sinnorientierte Führungslehre weiter erforscht, für das 21. Jahrhundert weiterentwickelt und gelehrt wird.
Böckmann ist auch Autor populärwissenschaftlicher Bücher über Arminius und über die Thesen von Heinz Ritter-Schaumburg zum Nibelungenlied und seiner Verbindung zu Soest.
Walter Böckmann war verheiratet mit I. Esther und wurde Vater von vier Kindern.

## Werke

### Bücher
- Millionenverluste durch Führungsfehler, Düsseldorf, Econ Verlag, 1967
- Der Geist der Zinsen trägt. Über Miteigentum und Mitverantwortung der Mitarbeiter im Unternehmen, Düsseldorf, Econ Verlag, 1972
- Botschaft der Urzeit. Wurzeln menschlichen Verhaltens in unserer Zeit, Düsseldorf, Econ Verlag, 1979, ISBN 978-3-43011-369-4
- Sinnorientierte Leistungsmotivation und Mitarbeiterführung. Ein Beitrag zur Humanistischen Psychologie, insbesondere der Logotherapie nach Viktor E. Frankl zum Sinn-Problem der Arbeit, Stuttgart, Enke, 1980
- Das Sinn-System. Psychotherapie des Erfolgsstrebens und der Misserfolgsangst, Düsseldorf, Econ Verlag, 1981
- Psychologie des Heilens. Kranksein in der Industriegesellschaft, Freiburg, Herder, 1982
- Wer Leistung fordert, muß Sinn bieten. Moderne Menschenführung in Wirtschaft und Gesellschaft, Düsseldorf, Econ Verlag, 1984
- Sinn-orientierte Führung als Kunst der Motivation, Landsberg, Moderne Industrie, 1987
- Sinn und Selbst. Wege zur Selbst-Erkenntnis, Weinheim und Basel, Beltz, 1989
- Lebenserfolg, Düsseldorf, Econ Verlag, 1990
- Vom Sinn zum Gewinn. Eine Denkschule für Manager, Wiesbaden, Gabler, 1990
- Sinn in Arbeit, Wirtschaft und Gesellschaft, München, Verlag Andreas Mascha, 2008
- Der Nibelungen Tod in Soest, Econ 1981
- Als die Adler sanken. Arminius, Marbod und die Legionen des Varus, Lübbe 1984, 1989
- Als die römischen Adler sanken. Arminius, Marbod und die Legionen des Varus, Suttonverlag 2007

### Zeitschriftenbeiträge
Veröffentlicht hat Böckmann auch als Co-Autor in verschiedenen Büchern und auch in diversen Zeitschriften, wie z. B.: Management Forum der Universität Wien; Niedersächsische Wirtschaft Hannover; Ovfu-Bulletin Zürich; DER CONSULTANT Zürich; Abendstudio des Saarländischen Rundfunks; Management Wissen München; Fitness Letter Weinheim; Psychologie heute Weinheim; Enquete Sinn-Findung der ÖIV Wien; Manager Magazin Hamburg; DIAGNOSTICA Mannheim; Deutsches Institut für Betriebswirtschaft AKTUELL; Marketing Forum Linz; Journal of Logotherapy, Berkley California; Logotherapie (Zeitschrift der Deutschen Gesellschaft für Logotherapie) und Existenz und Logos (Zeitschrift der Deutschen Gesellschaft für Logotherapie und Existenzanalyse). Einige seiner Aufsätze seien genannt:
- Sinn in Wirtschaft und Gesellschaft (in: Sinn-voll heilen. Viktor E. Frankls Logotherapie – Seelenheilkunde auf neuen Wegen, Freiburg: Herder Verlag 1984)
- Am Anfang war der Sinn. Sinn als Zentraltheorem der Logotherapie und als „Grundbedingtheit“ des Lebens (in: Logotherapie, Beiheft 1/1986)
- Logotherapie – kritisch (in: Existenz und Logos. Zeitschrift für sinnzentrierte Therapie – Beratung – Bildung, Heft 14/2007).

### Herausgeberschaft
- Littera-Reihe „Dokumente – Berichte – Kommentare“ zu Themen der Kunst und Literatur im Verlag E.W. Hirsch + Co. Frankfurt am Main (6 Bände)